# Made in USA

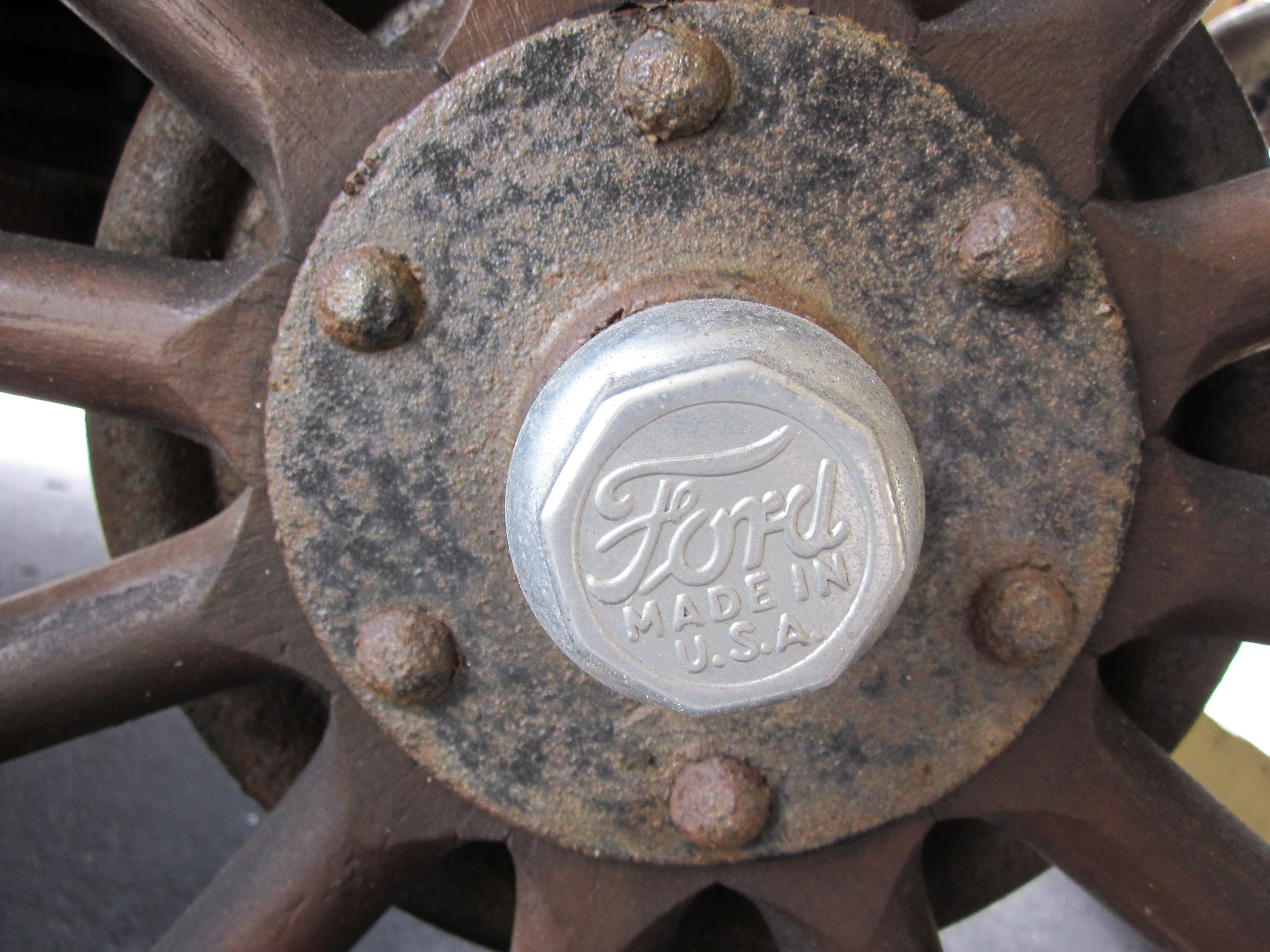
Del 1926 una borchia copri mozzo di una Ford Model T "made in U.S.A."

Il marchio Made in USA è una etichetta per indicare il paese di origine dei prodotti creati negli Stati Uniti d'America («all or virtually all», creato «tutto o praticamente tutto» in USA). Il marchio è regolamentato dalla Federal Trade Commission (FTC).
In generale, i beni importati negli Stati Uniti d'America devono avere l'etichettatura del paese di origine, ma i beni fabbricati negli USA possono essere venduti senza sorta di etichetta "Made in the USA". La etichettatura dei beni domestici include automobili e tessuti, lana, e pellicce.
Una produzione USA può essere esplicita, come in "American-made" o implicita. Possono essere usati simboli U.S. o altri, del tipo bandiere, mappe, o riferimenti a località degli USA, in associazione anche con frasi o immagini.
Nel 1996 la FTC propose che le condizioni per l'etichettatura fossero:
It will not be considered a deceptive practice for a marketer to make an unqualified U.S. origin claim if, at the time it makes the claim, the marketer possesses and relies upon competent and reliable evidence that: (1) U.S. manufacturing costs constitute 75% of the manufacturing costs for the product; and (2) the product was last substantially transformed in the United States.
Questo fu solo un proposal e non venne mai pubblicato dal Federal Register nel 1997.
Il 4 luglio 2013 il House Representative Steve Israel annunciò l'iniziativa legislativa per vendere il merchandise Made in the USA.

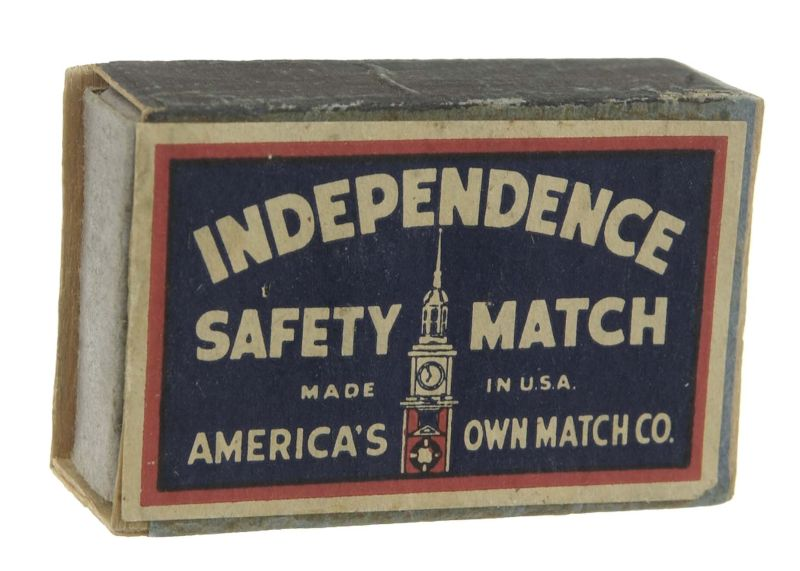
Fiammiferi

## Assemblato in USA
Un prodotto che include componenti stranieri può essere "Assembled in USA" senza specificarlo. Per "assembly" l'etichettatura può essere valida seguendo le "regole di origine", quando il prodotto è assemblato negli USA. Un prodotto da fabbrica assemblatrice (screwfactory) negli USA con componenti stranieri solitamente non ha etichettatura "Assembled in USA".

## Regolamentazione
Il paese di origine deve essere specificato su tessili, lana, pellicce, automobili, cibi, e altri importati.

## Frodi
Un esempio di frode in commercio è la rimozione di una etichetta originale del paese di provenienza ove un determinato prodotto è stato fabbricato e poi rivenduto sul mercato USA (con o senza sostituzione impropra dell'etichetta Made in USA) e l'omissione del paese di origine.

## Leggende urbane
Esiste una città in Giappone, a nome "Usa" nella Prefettura di Ōita che esportava negli anni '60 verso gli USA con etichetta origine "MADE IN USA, JAPAN". È una leggenda urbana che la città venne rinominata "Usa" dopo la seconda guerra mondiale per poter esportare dal Giappone verso gli USA. La città aveva questo nome già tempo prima del conflitto mondiale, almeno dal periodo Nara (Usa Jingū), un millennio prima della nascita degli "United States of America" (del 1776 la Dichiarazione d'indipendenza degli Stati Uniti d'America) ed è un centro minore rispetto ad altre località industriali giapponesi; lo United States Customs Service controllò tale etichettatura e proibì l'utilizzo considerandolo fraudolento.

## Significato
Diversi fabbricanti utilizzano il marchio Made in the U.S.A. con diversi esiti di successo commerciale. Il marchio è ovviamente associato all'idea di 'benefit'. Un consumatore che vede l'etichetta made in the USA percepisce una cosa sinonimo di qualità, rispetto ad esempio ad un prodotto cinese.

### Marketing
Le società statunitensi rendono chiaro il made in the USA quando effettivamente la fabbricazione è sul territorio domestico. 
È associato a tale pratica un 'marketing potential'. Spesso c'è un 'non-cost', ma il successo del prodotto. Paese di origine è tipicamente euristico nell'acquisto di un prodotto. Questo gioca un ruolo importante nel processo di valutazione del consumatore. Il consumatore medio pensa che il prodotto domestico offra il valore aggiunto più elevato e il rischio minore. Durante la comparazione dei prodotti da acquistare il consumatore tende verso quello domestico. Questo ha effetto anche sul prezzo di vendita.

#### Automotive
Per molti anni gli statunitensi hanno supportato i costruttori americani coma la Ford, per patriottismo. Dopo l'accesso delle automobili straniere sul mercato USA negli anni'80, i costruttori hanno posto pubblicità in essere per promuovere la qualità del 'made in USA'. Chrysler pubblicizzò American cars that were made by Americans with American parts. Secondo Cars.com nel 2016 American-Made Index le Honda e Toyota sono al top delle vendite "American-made".

#### Apparel

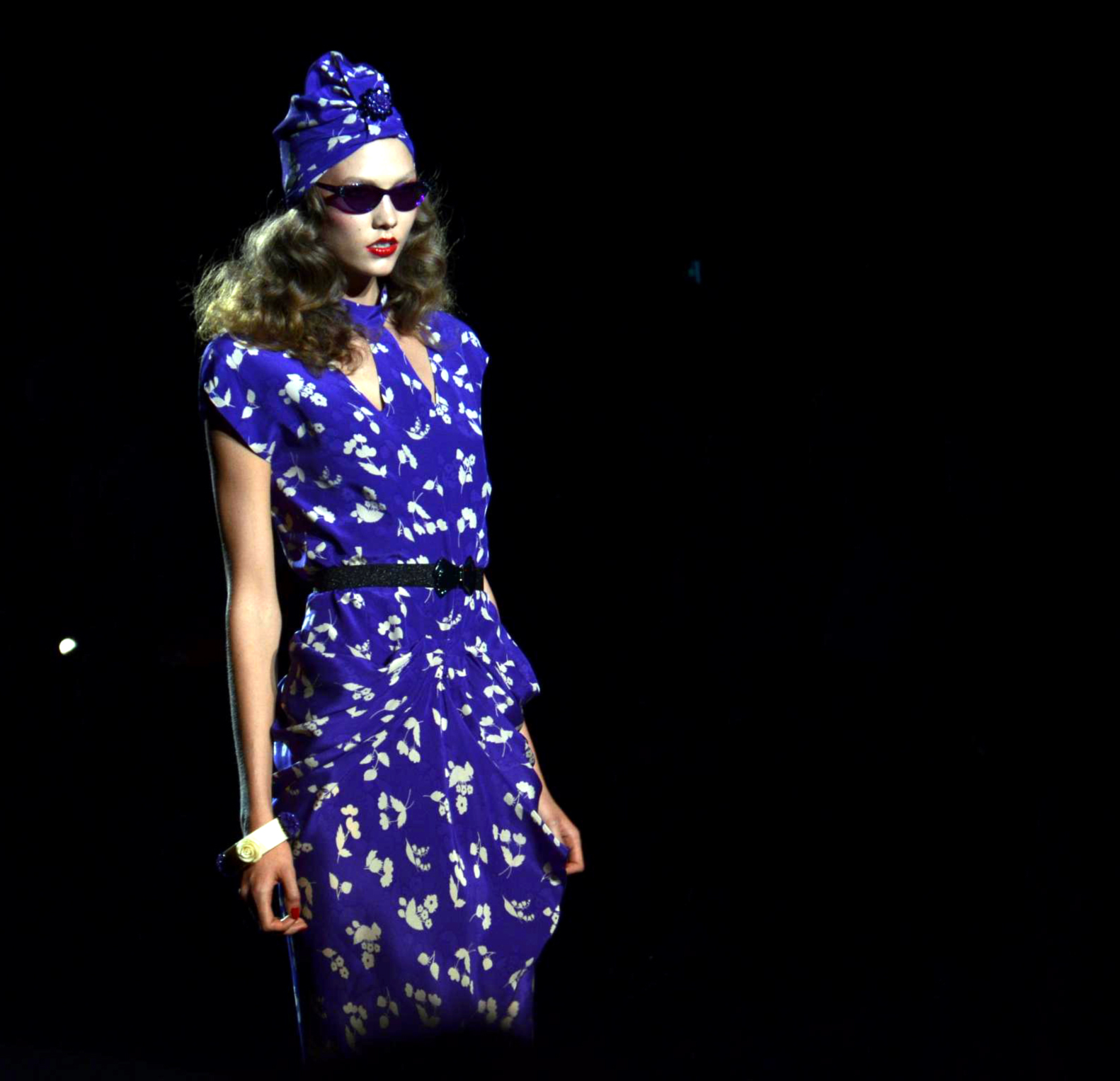
Karlie Kloss porta un abito di Anna Sui alla New York Fashion Week. Le collezioni Sui sono fatte a New York presso il Garment Center dal 1981.

Alcuni possono essere coinvolti nell'uso di lavoro nero da 'non-American workers' in sweatshop. È vero anche che il 'Made in the USA' può voler dire che vengano rispettate le leggi dello Stato (American labor and environmental laws). Fino alla sua chiusura nel 2017, American Apparel, che produceva a Los Angeles dal 1989, fu il più grande fabbricante di abiti del nord America.

#### Cibo
Dopo le proteste dei lavoratori e le inchieste sulle ruberie, Walmart, il più grande grocery store del mondo, si è impegnata a investire 50 miliardi di US$ per prodotti US per i successivi dieci anni. La società Tropicana Products commercializzò i succhi di frutta 100% della Florida. Negli anni 2000, iniziarono a miscelare succhi di arance dal Brasile, e la Florida’s Natural vide in questo l'opportunità di mettere sui propri prodotti "Made in the USA". Dopo che la società Tropicana ritornò sui suoi passi e interruppe l'uso di arance straniere, la Florida’s Natural aggiornò l'etichettatura con "All Florida. Never imported. Who can say that?"

## Esempi
La pagine web della FTC presenta un sunto dove appaiono esempi come linee guida ("bright line") per determinare cosa è "all or substantially all". Un barbecue grill fabbricato con componenti made in USA con eccezione delle manopole può essere "Made in USA" mentre un tosaerba con motore straniero no.

## Controversie legali
Beni prodotti nelle Samoa americane (territorio USA) sono autorizzate a usare il Made in USA. Questa zona territorio statunitense ha comunque un problema di lavoro sweatshop con manodopera dai paesi asiatici vicini. Un altro territorio sono le Northern Mariana Islands ove l'uso del marchio Made in USA è controverso. L'uso è controverso anche in altri territori, eccetto Porto Rico, che operano come customs territory separati dagli USA.
Nel giugno 2016, la Federal Trade Commission ordinò la Shinola di non usare più "Where American is Made" come slogan dato che "il 100% dei costi di materiali usati per la produzione di certi orologi erano di importazione." Gli orologi Ronda sono di Bangkok, Thailandia. Gli altri componenti fabbricati a Guangdong, Cina.